# Artocarpus
Artocarpus is een geslacht van circa zeventig bomen afkomstig uit (sub)tropisch Azië en het Pacifisch gebied. Het geslacht behoort tot de moerbeifamilie (Moraceae).
Dit geslacht is nauw verwant en nogal moeilijk te onderscheiden van het geslacht Ficus.
Het zijn melkafscheidende bomen en een aantal struiken, waarvan de bladeren, de twijgen en de stam een melkachtig sap kunnen produceren.
De bomen zijn eenhuizig met eenslachtige bloeiwijzen op dezelfde plant. De kleine, groenige, vrouwelijke bloemen groeien aan korte, vlezige stelen in compacte bloeiwijzen. Na bevruchting groeien de aparte vruchten samen tot een vruchtverband, dat grote afmetingen kan aannemen. De bladeren variëren van klein en ongelobd (tjampedak) tot groot en gelobd (broodboom)
Verschillende soorten uit het geslacht dragen eetbare vruchten en worden geteeld: broodvrucht (Artocarpus communis), marang (Artocarpus odoratissimus), nangka (Artocarpus heterophyllus) en de tjampedak (Artocarpus integer). In de meest recente revisie van Artocarpus worden de volgende drie soorten broodvrucht tot de zeer variabele soort Artocarpus communis gerekend: Artocarpus altilis, Artocarpus mariannensis en Artocarpus camansi.
De botanische naam Artocarpus is afgeleid van de Oudgriekse woorden ἄρτος, artos (= brood) en καρπός, karpos (= vrucht). Deze naam is gegeven door de botanici Johann Reinhold Forster en zijn zoon Georg Forster aan boord van de HMS Resolution tijdens de tweede reis van James Cook.
De broodvrucht en de nangka worden veel gekweekt in tropisch Zuid-Azië .
Andere soorten worden alleen lokaal gekweekt voor hun hout, vruchten of eetbare zaden.

## Soorten
Recent genetisch en morfologisch onderzoek op basis van de rangschikking van bladeren, bladvorm en de steunbladeren heeft uitgewezen, dat er ten minste twee ondergeslachten zijn binnen Artocarpus:
- Ondergeslacht Artocarpus: Vruchtverband is gedeeltelijk samengegroeid
- Ondergeslacht Pseudojaca: Vruchtverband is geheel vergroeid

Het geslacht Prainea is nauw verwant aan het ondergeslacht Pseudojaca en sommige wetenschappers rekenen het als een derde onderslacht tot Artocarpus. De volgende lijst volgt nog de traditionele indeling.

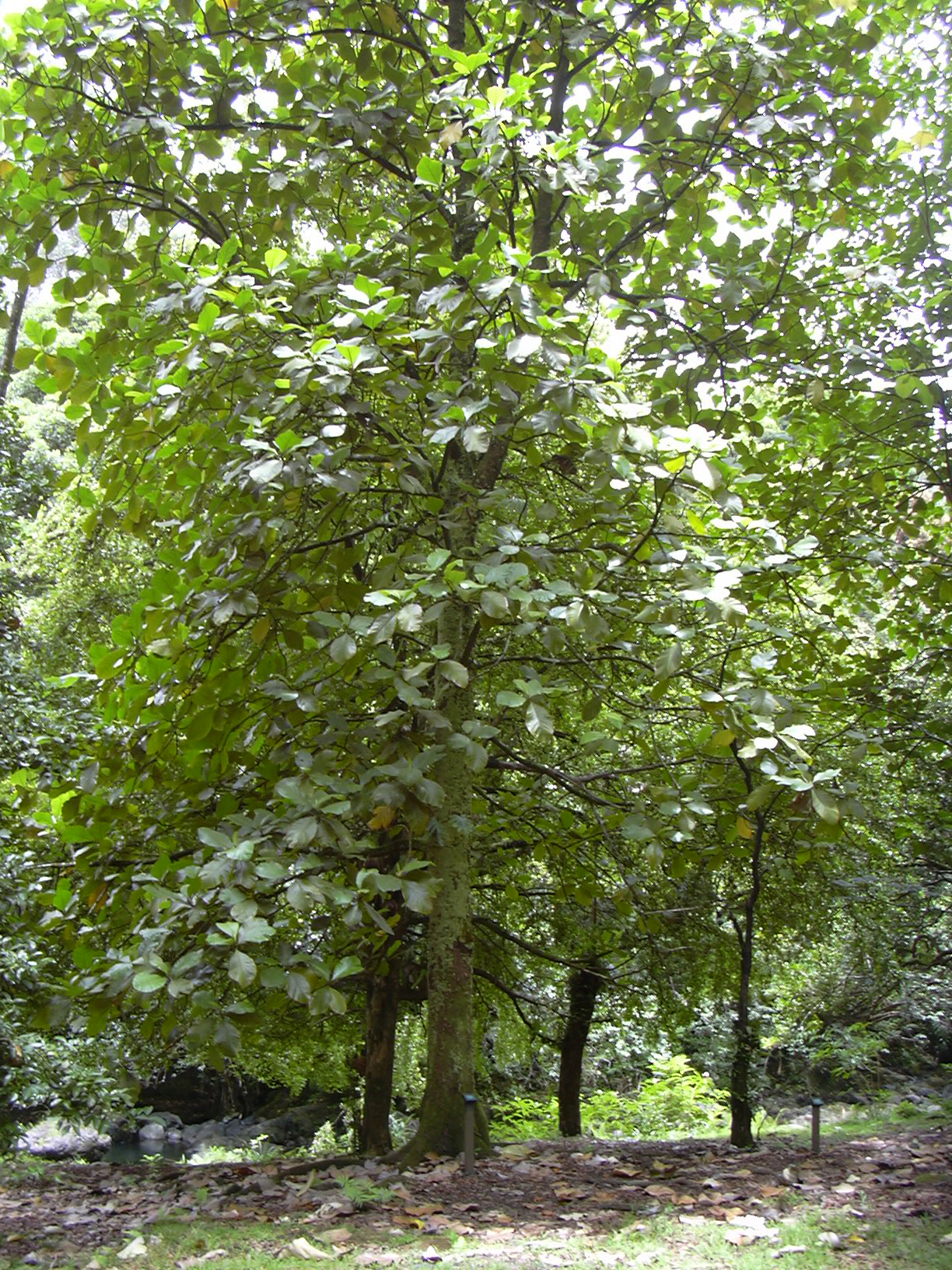
Marang (Artocarpus odoratissimus)

- Artocarpus altilis (Parkinson) Fosberg - (gerekend tot Artocarpus communis)
- Artocarpus altissimus (Miq.) J.J.Sm.
- Artocarpus anisophyllus Miq.
- Artocarpus annulatus F.M.Jarrett
- Artocarpus avatifolius Merr.
- Artocarpus bergii E.M.Gardner, Arifiani & Zerega
- Artocarpus blancoi (Elmer) Merr.
- Artocarpus borneensis Merr.
- Artocarpus brevipedunculatus (F.M.Jarrett) C.C.Berg
- Artocarpus buyangensis E.M.Gardner, Jimbo & Zerega
- Artocarpus calophyllus J.N.Haage & E.Schmidt
- Artocarpus camansi Blanco - (gerekend tot Artocarpus communis)
- Artocarpus chama Buch.-Ham.
- Artocarpus clementis Merr.
- Artocarpus communis J.R.Forst. & G.Forst. - Broodvrucht
- Artocarpus corneri Kochummen
- Artocarpus dadah Miq.
- Artocarpus eberhardtii Gagnep.
- Artocarpus elasticus Reinw. ex Blume
- Artocarpus excelsus F.M.Jarrett
- Artocarpus fretessii Teijsm. & Binn. ex Hassk.
- Artocarpus fulvicortex F.M.Jarrett
- Artocarpus glaucus Blume
- Artocarpus gomezianus Wall. ex Trécul
- Artocarpus gongshanensis S.K.Wu ex C.Y.Wu & S.S.Chang
- Artocarpus heterophyllus Lam. - Nangka, Jackfruit
- Artocarpus hirsutus Lam.
- Artocarpus hispidus F.M.Jarrett
- Artocarpus horridus F.M.Jarrett
- Artocarpus humilis Becc.
- Artocarpus hypargyreus Hance ex Benth.
- Artocarpus integer (Thunb.) Merr. - Tjampedak
- Artocarpus jarrettiae Kochummen
- Artocarpus kemando Miq.
- Artocarpus lacucha Buch.-Ham.
- Artocarpus lamellosus Blanco
- Artocarpus lanceifolius Roxb.
- Artocarpus longifolius Becc.
- Artocarpus lowii King
- Artocarpus maingayi King
- Artocarpus mariannensis Trécul - (gerekend tot Artocarpus communis)
- Artocarpus melinoxylus Gagnep.
- Artocarpus montanus E.M.Gardner & Zerega
- Artocarpus nanchuanensis S.S.Chang S.C.Tan & Z.Y.Liu
- Artocarpus nigrescens Elmer
- Artocarpus nigrifolius C.Y.Wu
- Artocarpus nobilis Thwaites
- Artocarpus obtusus F.M.Jarrett
- Artocarpus odoratissimus Blanco - Marang
- Artocarpus ovatus Blanco
- Artocarpus palembanicus Miq.
- Artocarpus parvus Gagnep.
- Artocarpus petelotii Gagnep.
- Artocarpus pinnatisectus Merr.
- Artocarpus pithecogallus C.Y.Wu
- Artocarpus reticulatus Miq.
- Artocarpus rigidus Blume
- Artocarpus rubrosoccatus E.M.Gardner, Chaveer. & Zerega
- Artocarpus rubrovenius Warb.
- Artocarpus sarawakensis F.M.Jarrett
- Artocarpus scortechinii King
- Artocarpus sepicanus Diels
- Artocarpus sericicarpus F.M.Jarrett
- Artocarpus styracifolius Pierre
- Artocarpus subrotundifolius Elmer
- Artocarpus tamaran Becc.
- Artocarpus teysmannii Miq.
- Artocarpus thailandicus C.C.Berg
- Artocarpus tomentosulus F.M.Jarrett
- Artocarpus tonkinensis A.Chev. ex Gagnep.
- Artocarpus treculianus Elmer
- Artocarpus vrieseanus Miq.
- Artocarpus xanthocarpus Merr.
- Artocarpus zeylanicus (F.M.Jarrett) E.M.Gardner & Zerega